# Hurdal
Hurdal er en kommune i landskabet Romerike i Akershus fylke i Norge, ca. 80 kilometer fra Oslo. Den grænser i nord til Vestre Toten og Østre Toten i det tidligere Oppland fylke, i øst til Eidsvoll, i syd til Nannestad og i vest til Gran.
Den var en del af  Viken fylke som blev etableret 1. januar 2020, men opløst fra 1. januar 2024.

## Natur og friluft
- Fjellsjøkampen: Akershus' højeste top med 812 moh.
- Hurdalssøen: 175 moh., 13 fiskearter, maks. dybde 59 m.
- Hurdal skicenter med 4 skilifte, 10 nedfarter og gode forhold for alpine discipliner, snowboard og langrend.